# زرافه آنگولایی
زرافه آنگولایی (نام علمی: Giraffa angolensis) یا (نام علمی: Giraffa camelopardalis angolensis) یا (نام علمی: Giraffa giraffa angolensis)، که همچنین به عنوان زرافه نامیبیایی یا زرافه دودی نیز شناخته می‌شود، گونه یا زیرگونه‌ای از زرافه است که در شمال نامیبیا، جنوب غربی زامبیا، بوتسوانا، غرب زیمبابوه و از اواسط سال ۲۰۲۳ دوباره در آنگولا یافت می‌شود.
برآوردمی شود که حدود ۱۳۰۰۰ جانور در طبیعت باقی بمانند و حدود ۲۰ فرد در باغ وحش نگهداری می‌شود.